# 대한민국의 성소수자 인권단체
이 문서는 대한민국의 성소수자 인권 단체 또는 성소수자 권리 구제 단체에 대한 글이다.

## 대한민국의 성소수자 인권단체
최초의 대한민국 성소수자 인권단체는 1993년 게이, 레즈비언들이 함께 결성한 초동회이다. 초동회는 두 달 뒤 게이, 레즈비언들이 분리해 각각 친구사이와 한국여성동성애자인권운동모임끼리끼리로 이어졌다. 이 중 끼리끼리는 2005년 한국레즈비언상담소로 전환되었다. 한편, 주요 대학들 내에서도 성소수자 인권운동에 대한 인식이 생겨나기 시작했는데, 가장 먼저 탄생한 대학 성소수자 모임은 1995년 결성된 연세대학교 컴투게더이다. 컴투게더를 시작으로 서울대학교 마음001, 고려대학교 사람과 사람 등이 만들어졌고 대학 내에도 성소수자가 있음을 알리기 시작하였다. 1997년 말에는 대학 성소수자 모임들이 모여 대학동성애자인권연합(대동연)을 출범시키고, 1998년 동성애자인권연대, 2015년 행동하는성소수자인권연대로 이름을 바꾸게 된다. 2006년 발족했던 트랜스젠더인권활동단체 지렁이는 2012년 해산했다.
2017년 현재 활동하고 있는 단체로는 행동하는성소수자인권연대, 한국레즈비언상담소, 한국게이인권운동단체 친구사이, 한국성적소수자문화인권센터 등이 있다. 또한 2007년 11월 5일 결성된 성소수자 인권단체들의 연대체로 성소수자 차별반대 무지개행동이 있다.

### 운영과 재정 상황
무지개행동 단체 중 상근활동가가 있는 단체는 퀴어문화축제를 제외하고 행동하는성소수자인권연대, 친구사이, 한국성적소수자문화인권센터, 언니네트워크, 지구지역행동네트워크 총 다섯 개 단체 뿐이다. 거의 대부분 단체는 회비나 후원금으로 운영되며 프로젝트마다 예산 지원을 받는다.
- 행동하는성소수자인권연대 - 상근활동가 4명, 1년 예산 1억원.
- 친구사이 - 상근활동가 2명, 1년 예산 1억원. 회비/후원과 프로젝트 예산 지원 비율 9:1
- 한국성적소수자문화인권센터 - 상근활동가 4명,1년 예산 8천만원. 회비 포함 후원금과 나머지 사업 수익금/프로젝트 예산 지원 비율 1:1
- 언니네트워크 - 상근활동가 1명, 1년 예산 5천만원-1억원. 회비 포함 후원금/프로젝트 예산 비율 1:1
- 지구지역행동네트워크 - 상근활동가 2명, 1년 예산 1억원. 회비 포함 후원금 100%에 가깝다

## 같이 보기
- 인권
- 국제 성소수자 혐오 반대의 날
- 비온뒤무지개재단
- 퀴어문화축제
- 나라별 법률에 따른 성소수자의 권리
- 대한민국의 성소수자 행사
- 대한민국의 성소수자
- 대한민국의 성소수자 목록
- 성소수자